# Allmänna Telefonaktiebolagets hus

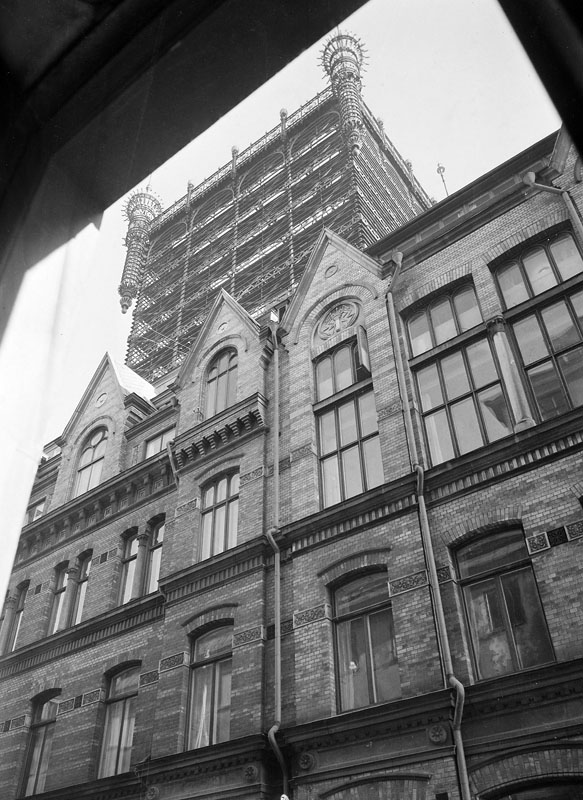
Allmänna Telefonaktiebolagets hus med Telefontornet, 1950

Allmänna Telefonaktiebolagets hus (även Brunkebergsstationen) var en byggnad på Malmskillnadsgatan 28–30 och Norra Smedjegatan 29 i kvarteret Åskslaget på Norrmalm i Stockholm.

## Historik
Byggnaden uppfördes 1884–1886 för Stockholms Allmänna Telefon AB efter ritningar av arkitekterna Carl Sandahl och Magnus Isæus i samarbete med Wilhelm Klemming som var anställd som ritare på byrån. Stationen var under en period störst i världen.
Huset revs 1962 i samband med Norrmalmsregleringen. Tillbyggnader från 1902 mot Norra Smedjegatan och Malmskillnadsgatan fanns dock kvar längre och revs först 1968. På platsen uppfördes 1973–1975 en kontorsfastighet för Sveriges investeringsbank (se fastigheten Trollhättan 29).

## Telefonsalarna
Den första telefonsalen inreddes tre trappor upp och var 110 fot lång, 29 fot bred och 21 fot hög, med rader av växelbord med en kapacitet av 8 500 ledningar. I huset fanns dessutom lokaler för styrelsen och direktionen samt kontor och ingenjörsbyrå med laboratorium. På husets tak uppfördes 1887 det 50 meter höga Telefontornet varifrån 4 000 trådar utgick i alla väderstreck.
1902 stod en ny apparatsal för 20 000 abonnenter färdig i en ny byggnadsdel på Malmskillnadsgatan 28.

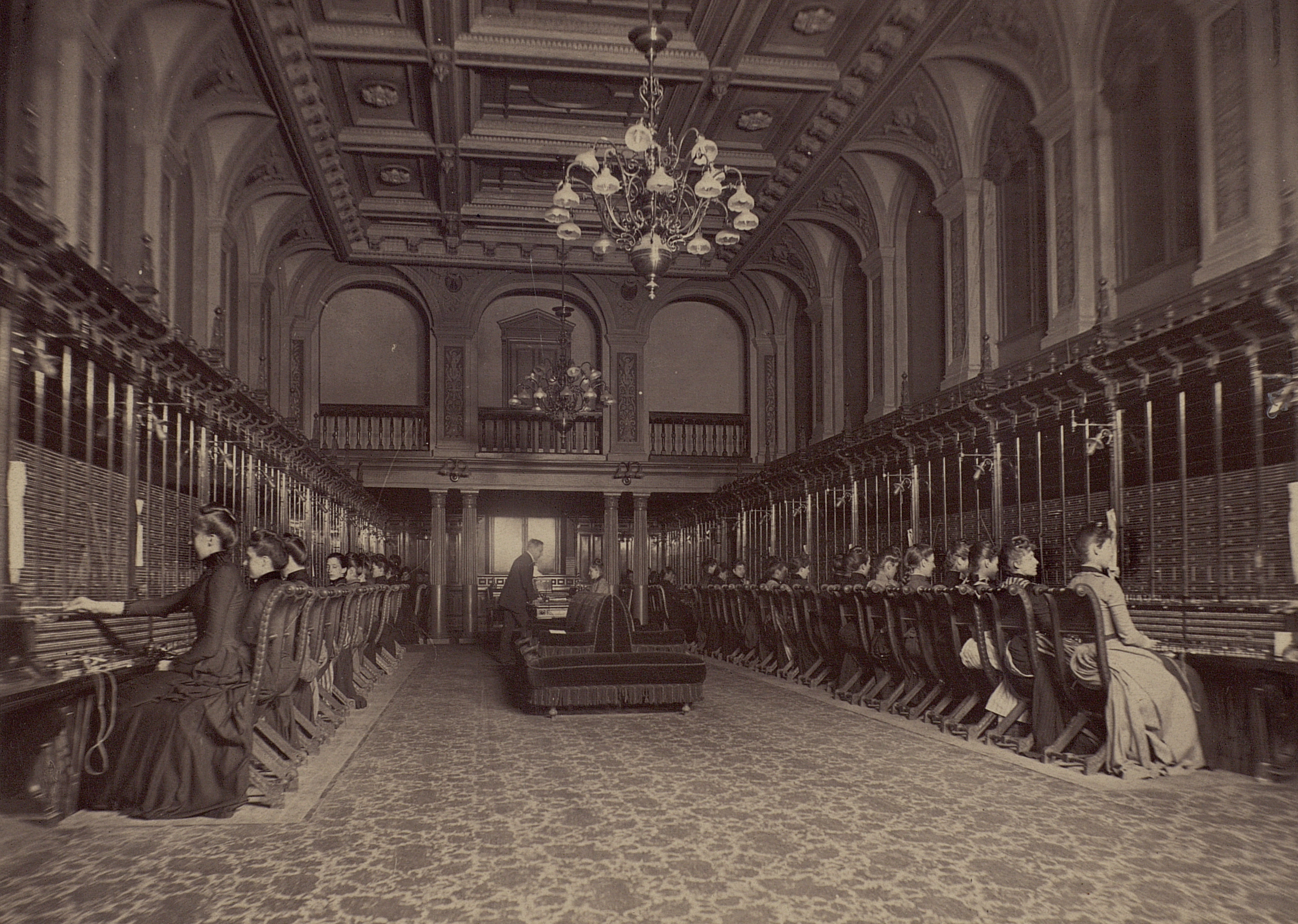
Bolagets första telefonsal, 1888
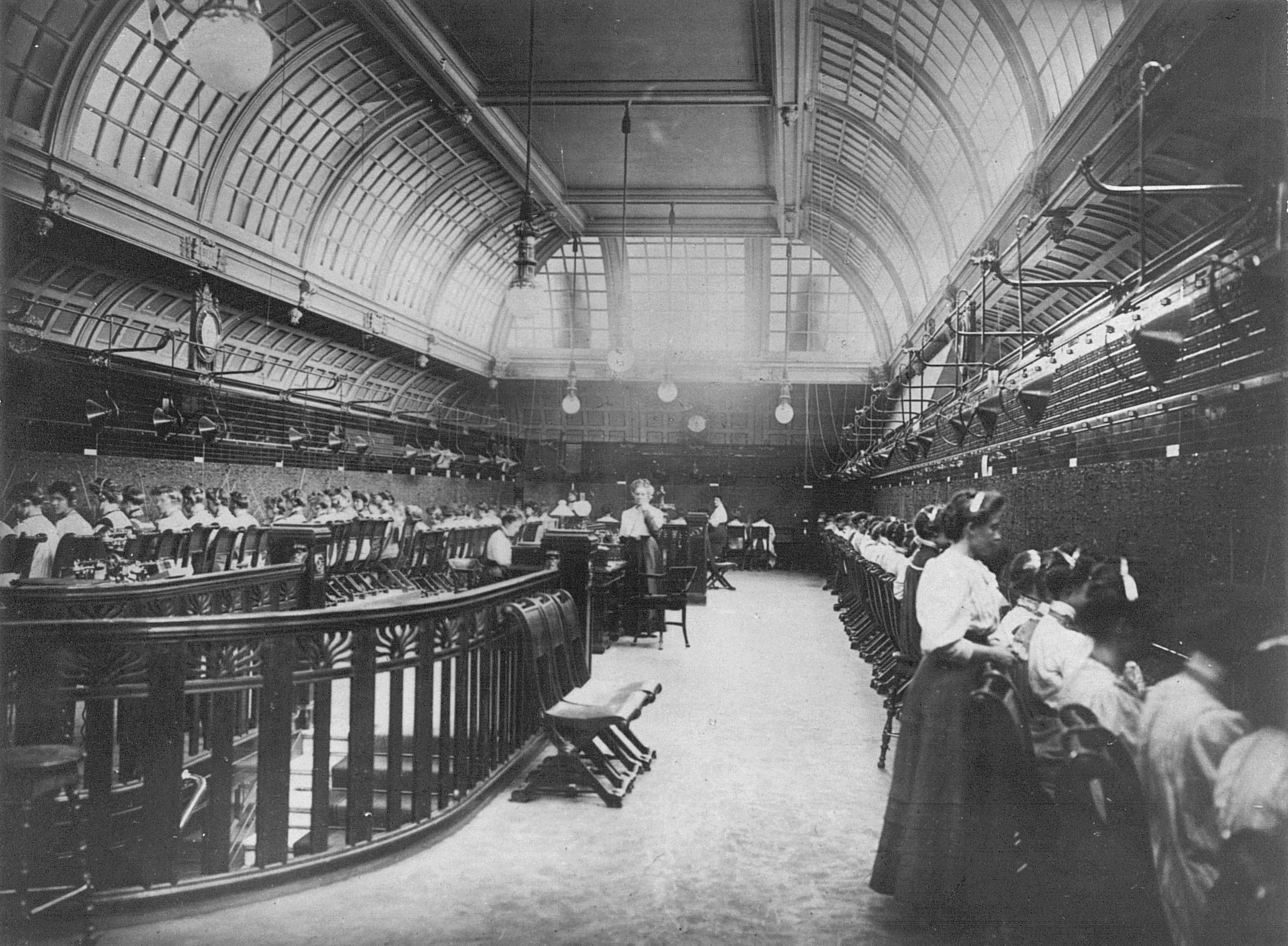
Bolagets andra apparatsal, invigd 1902
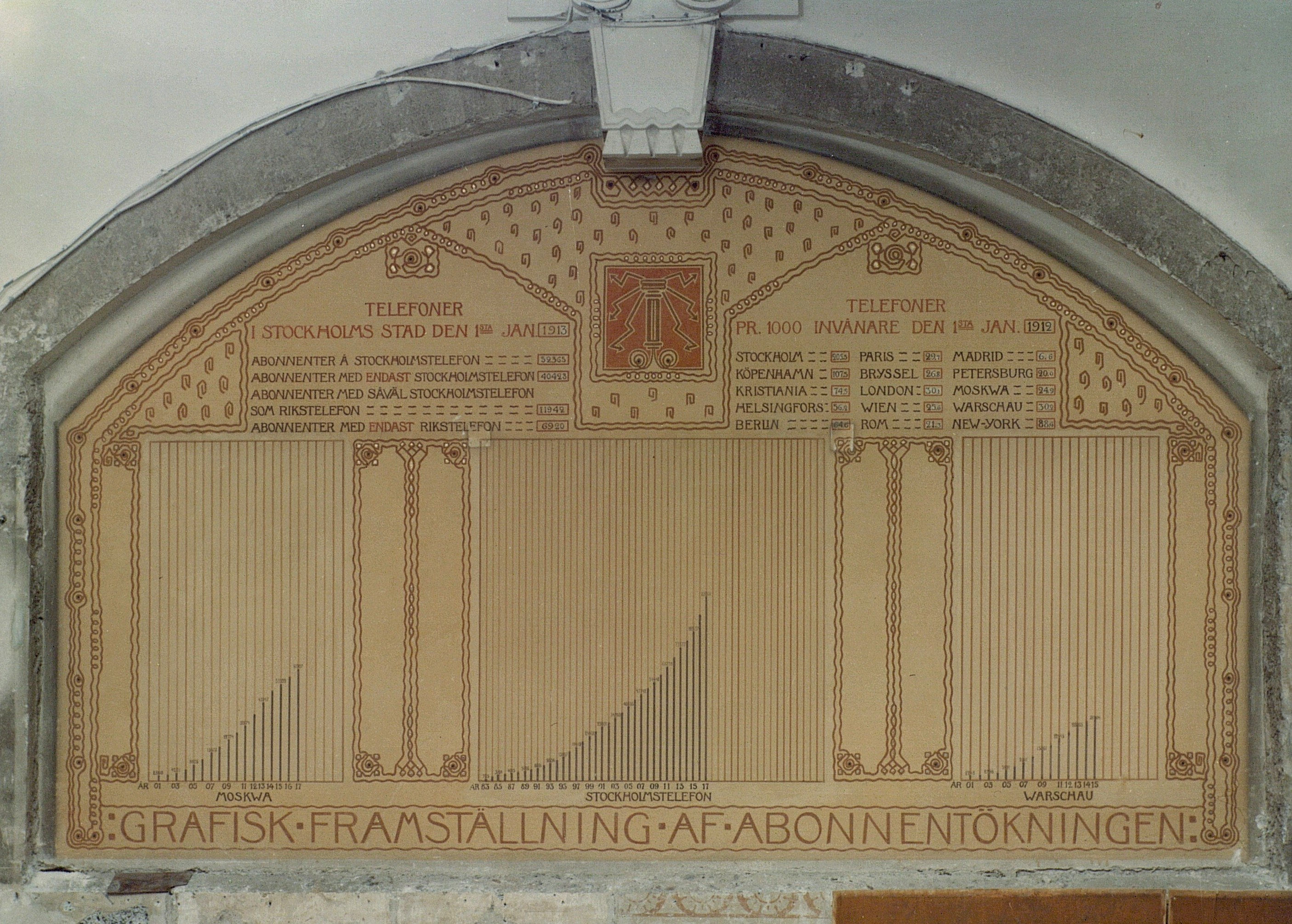
Grafisk framställning af abonnentökningen